# Alexia Putellas
Alexia Putellas Segura (Mollet del Vallès, 1994. február 4. –) aranylabdás spanyol válogatott labdarúgó, aki jelenleg az FC Barcelona játékosa. 2021-ben és 2022-ben női aranylabdás.

## Pályafutása

### Kezdetek
Karrierjét a CE Sabadellben kezdte, ahol négy évet töltött, majd 2005-ben Barcelonába került a Barça utánpótlásbázisára. Egy esztendő után azonban a városi rivális RCD Espanyol leigazolta.

### A felnőtt csapatban
A 2010-11-es szezonban már Alexia is tagja volt az RCD Espanyol felnőtt csapatának. Mivel azonban a teljesítménye nem győzte meg a vezetőket, a következő évben már nem tartottak igényt a szolgálataira. Így aztán pályafutása következő állomása a valenciai Levante lett, ahol már sikerült egy remek szezont produkálnia.
Ennek a remek teljesítménynek köszönhetően 2012-ben visszatérhetett a katalán fővárosba, az FC Barcelonához. Itt már a sikerek is jöttek, magasba emelhette a spanyol bajnoki trófeát és a spanyol kupát is.

### A válogatottban
A spanyol U17-es válogatott tagjaként két Európa-bajnoki címnek is örülhetett. 2010-ben büntetőpárbajban győzött Spanyolország Írország ellen. A következő évben Franciaország volt a döntőbeli ellenfél, a spanyolok 1-0 arányban megnyerték a döntőt, és ezzel sorozatban második Európa-bajnoki címüket.
A felnőtt válogatottban egy Dánia elleni barátságos mérkőzésen mutatkozhatott be. Majd részt vehetett a 2013-as svédországi Európa-bajnokságon, ahol Anglia ellen csereként beszállva ő lőtte a győzelmet jelentő gólt a 93. percben. Magabiztos fölénnyel jutottak ki a 2019-es világbajnokságra, a selejtezőn két góllal vette ki részét csapata sikeréből és részt vett a Franciaországban rendezendő eseményen.

## Sikerei, díjai

### Klubcsapatokban
Spanyol bajnok (9):
- FC Barcelona (9): 2012–13, 2013–14, 2014–15, 2019–20, 2020–21, 2021–22, 2022–23, 2023–24, 2024–25

Spanyol kupagyőztes (10): 
- RCD Espanyol (1): 2010
- FC Barcelona (9): 2013, 2014, 2017, 2018, 2019–20, 2020–21, 2021–22, 2023–24, 2024–25

Bajnokok Ligája győztes (3)
- Barcelona (3): 2020–21, 2022–23, 2023–24

Bajnokok Ligája döntős (2)
- Barcelona (2): 2018–19, 2021–22

### A válogatottban
Spanyolország
- Világbajnoki aranyérmes (1): 2023
- Nemzetek ligája aranyérmes (1): 2023–24
- U17-es Európa-bajnok (2): 2010, 2011
- Algarve-kupa győztes: 2017
- Ciprus-kupa győztes: 2018
- SheBelieves-kupa ezüstérmes (1): 2020[5]
- Arnold Clark-kupa ezüstérmes (1): 2022[6]
- U17-es világbajnoki bronzérmes: 2010

### Egyéni elismerései
- Aranylabda (2): 2021,[7] 2022[3]
- Az év női labdarúgója a FIFA szavazásán: 2021,[3] 2022[8]
- Az év női labdarúgója az UEFA szavazásán: 2020–2021,[9] 2021–2022[10]